# Cevdet Bayburtluoğlu
Cevdet Bayburtluoğlu (* 18. August 1934 in Şebinkarahisar; † 30. Mai 2013 in Ankara) war ein türkischer Klassischer Archäologe.

## Leben
Cevdet Bayburtluoğlu studierte ab 1954 Klassische Archäologie an der Universität Ankara bei Ekrem Akurgal. 1957 wurde er dort Assistent und 1963 promoviert. Ab 1965 lehrte er dort als Dozent, von 1978 bis zu seinem Ruhestand 2001 als Professor.
Er arbeitete auf Akurgals Ausgrabungen in Phokaia, Daskyleion, Myrina, Pitane, Alt-Smyrna und Erythrai. Von 1971 bis 1986 leitete er die Ausgrabungen in Arykanda und von 1981 bis 1985 in Phaselis, beides in Lykien.

## Veröffentlichungen (Ausbau)
- Erythrai I: Coğrafya, Tarih, Kaynaklar, Kalıntılar. Türk Tarih Kurumu Basımevi, Ankara 1975
- Erythrai II: Pismis Toprak Eserler, Terracottas in Erythrai.  Turk Tarih Kurumu Basimevi, Ankara 1977
- Lycia. Homer Kitabevi, Istanbul 2004, ISBN 975-7078-20-4.
- Arykanda – an archaeological guide (= Homer Archaeological Guides 1), Homer Kitabevi, Istanbul 2005, ISBN 975-8293-92-3.